# KNT
KNT (Kommentarer till Nya testamentet) är en serie bibelkommentarer till Nya Testamentet som från 1982 gavs ut av EFS-förlaget och numera av Verbum förlag. Redaktörer för serien är LarsOlov Eriksson, Birger Olsson och Mikael Winninge.

## Utgivna delar
- 1a Fornberg, Tord, Matteusevangeliet 1-13:52 (1989)
- 1b Fornberg, Tord, Matteusevangeliet 13:53-28:20 (1999)
- 2a Hartman, Lars, Markusevangeliet 1:1-8:26 (2004)
- 2b Hartman, Lars, Markusevangeliet 8:27-16:20 (2005)
- 3a Lukasevangeliet del 1 - Ej utgiven
- 3b Lukasevangeliet del 2 - Ej utgiven
- 4a Kieffer, René, Johannesevangeliet 1-10 (1987)
- 4b Kieffer, René, Johannesevangeliet 11-21 (1988)
- 5a Larsson, Edvin, Apostlagärningarna 1-12 (1983)
- 5b Larsson, Edvin, Apostlagärningarna 13-20 (1987)
- 5c Larsson, Edvin, Apostlagärningarna 21-28 (1996)
- 6a Byrskog, Samuel Romarbrevet 1-8 (2007)
- 6b Romarbrevet del 2 - Ej utgiven
- 7a Första Korinterbrevet del 1 - Ej utgiven
- 7b Första Korinterbrevet del 2 - Ej utgiven
- 8a Johansson, Hans, Andra Korinthierbrevet 1-7 (2004)
- 8b Johansson, Hans, Andra Korinthierbrevet 8-13 (2004)
- 9 Gärtner, Bertil, Galaterbrevet (1998)
- 10 Jonsson, Johnny, Efesierbrevet (2016)
- 11 Eriksson, LarsOlov, Filipperbrevet (1994)
- 12 Hartman, Lars, Kolosserbrevet (1985)
- 13 Ragnarsson, Per-Erik, Thessalonikerbreven (1983)
- 14 Första Timoteusbrevet - Ej utgiven
- 15 Übelacker, Walter, Hebreerbrevet (2013)
- 16 Baasland, Ernst, Jakobsbrevet (1992)
- 17 Olsson, Birger, Första Petrusbrevet (1982)
- 18 Kieffer, René, Filemonbrev, Judasbrev, Andra Petrusbrev (2001)
- 19 Olsson, Birger, Johannesbreven (2008)